# Winter League FIAF 2001
La Winter League FIAF 2001 è stata la diciottesima edizione del secondo livello del campionato italiano di football americano, organizzato dalla Federazione Italiana American Football; è stata la seconda edizione a 9 giocatori e la quarta volta in cui la Winter League ha rappresentato il secondo livello della piramide.

## Regular season

### Classifica

#### Girone Centro
| Pos. | Squadra                   | %V    | G | V | N | P | PF  | PS  |
| ---- | ------------------------- | ----- | - | - | - | - | --- | --- |
| 1    | Barbari Roma Nord         | 1.000 | 6 | 6 | 0 | 0 | 172 | 42  |
| 2    | Guelfi Firenze            | .833  | 6 | 5 | 0 | 1 | 194 | 38  |
| 3    | Yankees Civitanova Marche | .500  | 6 | 3 | 0 | 3 | 78  | 110 |
| 4    | Condor Grosseto           | .167  | 6 | 1 | 0 | 5 | 90  | 106 |
| 5    | Gargoyles Perugia         | .000  | 6 | 0 | 0 | 6 | 20  | 258 |

#### Girone Nord
| Pos. | Squadra         | %V    | G | V | N | P | PF  | PS  |
| ---- | --------------- | ----- | - | - | - | - | --- | --- |
| 1    | Kings Gallarate | 1.000 | 6 | 6 | 0 | 0 | 240 | 70  |
| 2    | Titans Romagna  | .667  | 6 | 4 | 0 | 2 | 210 | 122 |
| 3    | Warriors Torino | .667  | 6 | 4 | 0 | 2 | 98  | 100 |
| 4    | Redskins Verona | .167  | 6 | 1 | 0 | 5 | 104 | 166 |
| 5    | Squali Genova   | .000  | 6 | 0 | 0 | 6 | 54  | 248 |

#### Girone Sud
| Pos. | Squadra            | %V   | G | V | N | P | PF  | PS  |
| ---- | ------------------ | ---- | - | - | - | - | --- | --- |
| 1    | Elephants Catania  | .833 | 6 | 5 | 0 | 1 | 204 | 58  |
| 2    | Crusaders Cagliari | .600 | 5 | 3 | 0 | 2 | 84  | 72  |
| 3    | Sharks Palermo     | .000 | 5 | 0 | 0 | 5 | 34  | 192 |

## Playoff
|  | Wild Card | Wild Card         | Wild Card |  |  | Semifinali | Semifinali        | Semifinali |  |  | X Snow Bowl | X Snow Bowl     | X Snow Bowl |
|  |           |                   |           |  |  |            |                   |            |  |  |             |                 |             |
|  |           |                   |           |  |  | 1C         | Barbari Roma Nord | 22         |  |  |             |                 |             |
|  | 1S        | Elephants Catania | 22        |  |  | 2N         | Titans Romagna    | 34         |  |  |             |                 |             |
|  | 2N        | Titans Romagna    | 38        |  |  |            |                   |            |  |  | 2N          | Titans Romagna  | 50          |
|  |           |                   |           |  |  |            |                   |            |  |  | 1N          | Kings Gallarate | 38          |
|  |           |                   |           |  |  | 1N         | Kings Gallarate   | 12         |  |  |             |                 |             |
|  |           |                   |           |  |  | 2C         | Guelfi Firenze    | 6          |  |  |             |                 |             |

### X Snowbowl
Il X Snowbowl si è disputato il 23 dicembre 2001 al Velodromo Maspes-Vigorelli di Milano. L'incontro è stato vinto dai Titans Romagna sui Kings Gallarate con il risultato di 50 a 38.

## Verdetti
- Titans Romagna vincitori dello Snowbowl X.